# Şevval Sam
Şevval Sam (nom complet Türkdeniz Şevval Sam, Istanbul, 11 de novembre de 1973) és una cantant i actriu turca.
Filla de la cantant Leman Sam i el músic Selim Sam, estudia a Istanbul i es gradua d'un liceu tècnic de construcció com a tecnica de restauració. Şevval Sam va ser casada amb el famòs futbolista turc Metin Tekin de BJK entre 1993 i 1999, amb qui va tenir un fill, Tarık Emir. La seva germana major Şehnaz Sam també canta. Şevval Sam és vegetarià i és seguidora del BJK des de petita.
El 2010 Sam va ser la solista d'un concert especial dedicat al Bòsfor ("Boğaziçi Masalı" - Rondalla del Bòsfor) a Istanbul, en el cual li acompanya Ceyda Pirali amb el piano.